# Немержа (Брестская область)
Немержа (бел. Нямержа) — деревня в Дрогичинском районе Брестской области Белоруссии Входит в состав Немержанского сельсовета и является его центром.
Деревня расположена в 16 км к северо-западу от Дрогичина, в 126 км от Бреста. На западе граничит с деревней Всходы.
Площадь 0,6 км²

## Население
| 2000 | 2009 | 2021 |
| ---- | ---- | ---- |
| 407  | ➘282 | ➘151 |

## Историко-культурное наследие
По данным отдела идеологической работы, культуры и по делам молодежи Дрогичинского райисполкома в деревне Немержа находятся:
- Памятник на месте гибели летчика Николая Михайловича Гловы, 12 февраля 1990 года уведшего падающий самолет от жилых домов[5]. Обелиск находится между деревнями Немержа и Алексеевичи.
- Памятник землякам, погибшим во время Великой Отечественной войны.

## Инфраструктура
В деревне действует средняя школа и детский сад, акушерско-фельдшерский пункт, библиотека, отдел связи, отделение Беларусбанка, Дом быта, ЗАП, колхоз, СДК.